# Lévis
För andra betydelser, se Levis.
Lévis är en stad (kommun av typen ville) i den östra delen av den kanadensiska provinsen Québec. Staden ligger på Saint Lawrenceflodens södra strand, mittemot provinshuvudstaden Québec. Färjor går mellan de två historiska stadskärnorna och två broar förbinder västra Lévis med Sainte-Foy, det som en gång var en av Québecs förorter men idag utgör en del av själva staden. Den 1 januari 2002 slogs Lévis samman med nio andra kommuner.

## Ekonomi
I Lévis finns Ultramarraffinaderiet, ett av de största i östra Kanada, snabbmatstillverkaren Frito-Lay och den kooperativa kreditkassan Mouvement des caisses Desjardins huvudkontor. Dess grundare, Alphonse Desjardins, levde i Lévis där han och hans fru också startade sin första caisse i hemmet. Idag har Desjardins 5,4 miljoner medlemmar och en omsättning på 103,6 miljarder Kanadadollar.
Lévis är också ett viktigt centrum för jordbruket och i staden finns flera institutioner och företag som bedriver forskning och utveckling inom detta område.

## Historia
Guillame Couture grundade den första kolonin på Saint Lawrenceflodens södra strand 1647. Bosättningen kallades bara "Rive-Sud de Québec". Vid 73 års ålder (1690) slog Couture i täten för sin milistrupp tillbaka engelsmän som försökte invadera den franska kolonin Québec. Han avled 1702, 85 år gammal, förmodligen av syfilis. En svår epidemi drabbade området samma år, och idag är det inte känt var Couture begravdes. Åtta år tidigare hade den första församlingen på södra stranden, Saint-Joseph de la Pointe-Lévy, bildats.
Efter slaget på Abrahams slätter 1759 fördes den segrande brittiske generalen James Wolfes kropp till kyrkan Saint-Joseph de Lauzon som användes som militärsjukhus. Wolfes kropp fördes senare till England där han fick sin begravning.
Allison Davie, som ritade och byggde segelfartyg och ångbåtar, uppförde 1825 ett skeppsvarv i Lévis, idag kallat Chantiers Davie eller Davie Yards. Inom en generation hade varvet mycket framgångsrikt lärt sig behärska övergången från segel till ångmaskin och från trä till stål. Varvet sysslade därefter med konstruktion och underhåll av oljetankers, lastfartyg, trålare, krigsfartyg och oljeplattformar. Varvet är känt för sin hantverksskicklighet och har varit mycket betydelsefullt för Kanadas marina, kommersiella och militära historia. Under 2000-talet har det dock haft ekonomiska problem, och produktionen har periodvis legat nere.
Mellan 1865 och 1872 uppfördes tre befästningar kring Lévis för att skydda staden mot en amerikansk invasion. Någon invasion ägde aldrig rum men några av fortifikationerna finns fortfarande kvar.
Alphonse Desjardins startade sin första kreditkassa (caisse populaire) den 6 december 1900 och Mouvement des caisses Desjardins med sitt huvudsäte i Lévis skulle snart bli den största kooperativa finansinstitutionen i Québec.
Kung George VI och drottning Elizabeth invigde 1939 Terrasse du Chevalier-De Lévis, och 1997 firade staden 350-årsjubileum.
Efter ett beslut av provinsregeringen slogs tio kommuner samman till den nya staden Lévis 1 januari 2002. Den är idag uppdelad i de tre arrondissementen Desjardins, Chutes-de-la-Chaudière-Ouest och Chutes-de-la-Chaudière-Est, som motsvarar den tidigare indelningen i två sekundärkommuner (municipalités régionales de comté). Sedan sammanslagningen utför Lévis även sekundärkommunala uppgifter.

## Geografi
Lévis upptar 444 km² varav 10 % är bebyggelse, 48 % odlad mark, 36 % skog och 6 % våtmark.
Etcheminfloden och Chaudièrefloden korsar staden innan de utmynnar i Saint Lawrencefloden. Chaudièrefloden har ett stort vattenfall med en hängbro i närheten av mynningen.